# Пули Хишти
Пули Хишти — самая большая мечеть в Кабуле, Афганистан. Расположена в центре старого Кабула, легко узнаваема благодаря её большому синему куполу.
Мечеть построена в конце 18 столетия, в значительной степени восстановлена при Захир Шахе в конце 1960-х. Была повреждена во время недавней войны, но является одним из немногих зданий в регионе, в котором сделали работу по полному восстановлению конструкций.
Многие жители Кабула утверждают, что имамом этой мечети в течение многих лет в начале 20-го века был англичанин, принявший ислам, и что он вернулся в Англию после того, как отказался от своего поста в мечети.